# Кристијан Јакић
Кристијан Јакић (Сплит, 14. мај 1997) је хрватски фудбалер који тренутно наступа за Аугзбург. Игра на позицији дефанзивног везног играча.

## Успеси
Локомотива Загреб
- Куп Хрватске: (финале: 2019/20)[5]

 Динамо Загреб
- Прва лига Хрватске (1) : 2020/21.[6]
- Куп Хрватске  (1): 2020/21.[7]

Ајнтрахт Франкфурт
- Куп Немачке: (финале: 2022/23)[8]
- УЕФА Лига Европе (1) : 2021/22.[9]
- Суперкуп Европе: (финале: 2022)[10]

 Хрватска
- Светско првенство у фудбалу:  2022.[11]